# Joanna Angielska
Joanna Angielska (ur. ok. 1333 w Tower of London, zm. 2 września 1348) – angielska księżniczka.

## Życiorys
Joanna Angielska urodziła się prawdopodobnie w lutym 1333 w Tower of London. Była córką króla Anglii Edwarda III i królowej Filipy de Hainault. Jako dziecko została oddana pod opiekę Marie de Saint Pol, żony Aymera de Valence. W 1345 została zaręczona z Piotrem I Okrutnym synem Alfonsem XI Kastylii i Marii Portugalskiej i otrzymując błogosławieństwo od rodziców na początku sierpnia 1348 opuściła Anglię i wyruszyła do Kastylii. Zmarła podczas epidemii czarnej śmierci 2 września 1348. Według niektórych udokumentowanych źródeł została pochowana w katedrze w Bajonnie, a jej pomnik znajduje się w opactwie Westminsterskim na południowej stronie grobu jej ojca.